# マドレ・デ・ディオス川

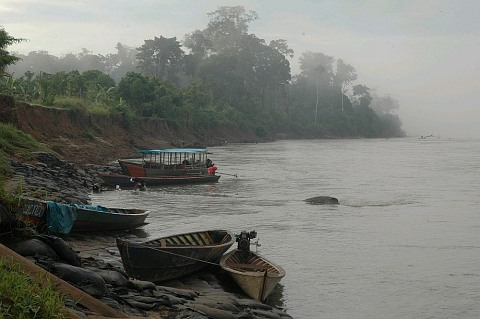
マドレ・デ・ディオス川沿いの町、ボカマヌの波止場

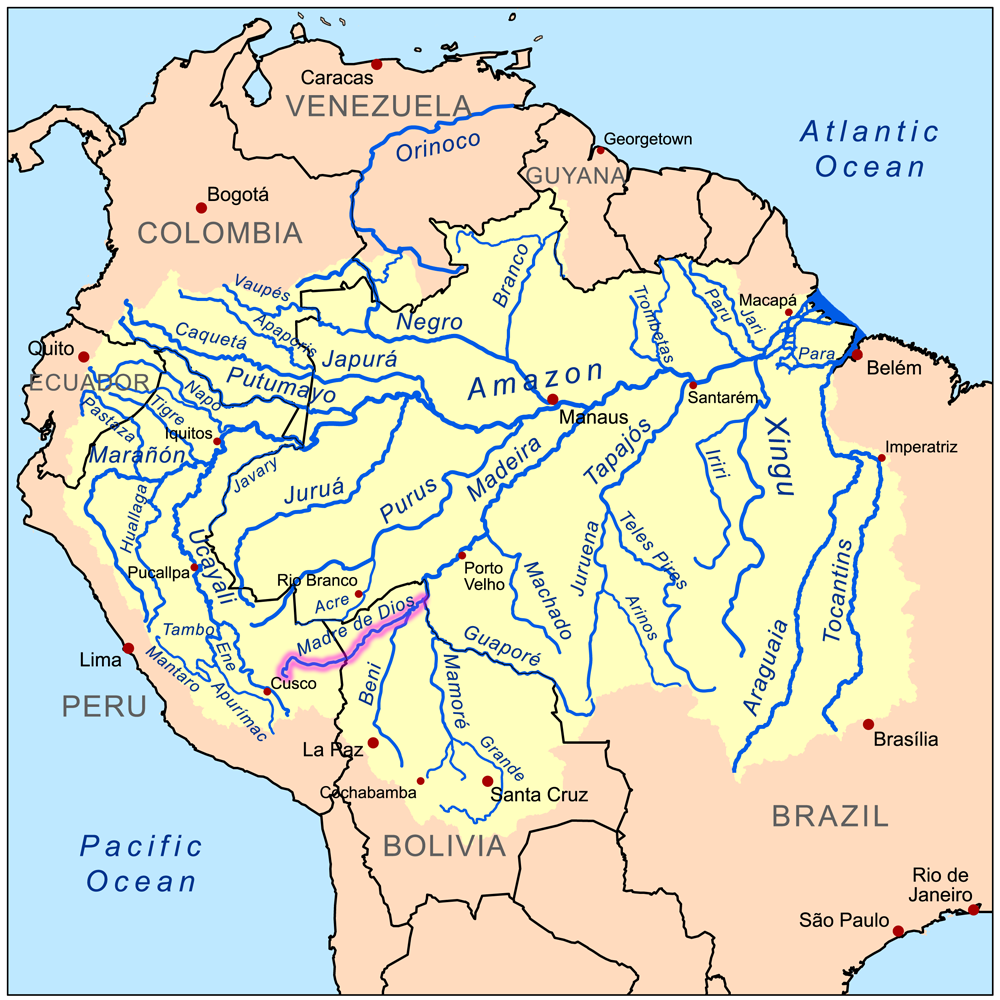
マドレ・デ・ディオス川（桃）の流路図

マドレ・デ・ディオス川 (マドレ・デ・ディオスがわ、Madre de Dios, スペイン語発音: [ˈmaðɾe ðe ðjos]) は、アマゾン川水系の川。アマゾン川の支流マデイラ川の上流部にあたる。神の母を意味する。
ペルーのマードレ・デ・ディオス県を流れ、ボリビアでベニ川と合流する。それから北東に進路をとってブラジルに入り、マモレ川と合流してマデイラ川になる。全長は655km。
マードレ・デ・ディオス県、とりわけその中心都市かつ県都であるプエルト・マルドナドにとって、この川は重要な水路である。河岸にはマンゴー農園や金鉱など、多くの生産企業が立地している。その他の産業として、深刻な環境問題のもととなっている林業と農業がある。タンボパタ＝カンダーモ国立公園やマヌー国立公園、バワハ＝ソネネ国立公園など、いくつかの国立公園や保護区を通る。流域面積はこの地域で最も大きく、主な支流にはチビレ川、アスール川、ブランコ川、イナンバリ川、タンボパタ川、コロラド川などがある。